# 久住高原ロードパーク
久住高原ロードパーク（くじゅうこうげんロードパーク）は、大分県竹田市を通る岩崎産業株式会社（鹿児島県鹿児島市）が運営する一般自動車道である（ただし、概要記載の理由により全面通行止め中）。

## 概要
大分県竹田市久住町大字久住の大分県道・熊本県道11号別府一の宮線から久住高原の北側を通り、同市の大分県道669号阿蘇くじゅう公園線に至る延長8.8 kmの有料道路である。同じく岩崎産業が運営していた「佐多岬ロードパーク」が2007年（平成19年）4月26日付けで道路法に基づく道路に昇格（変更）されたことから、現在では、九州唯一の一般自動車道となった。
道路からは久住山、祖母山、阿蘇山の景色が堪能でき、観光道路としての役目を果たしている。
普通車の通行料金は600円。かつては道路の中腹部に阿蘇山や久住高原などの景色を眺めながら食事ができるレストラン・物産館があったが、利用者数減少の理由で2001年（平成13年）3月に閉店した。この道路には途中分岐道路が存在した。
2016年（平成28年）に発生した熊本地震の影響で閉鎖し、現在も全線通行止めとなっている。

### 路線データ
- 起点：大分県竹田市久住町大字久住[2]（大分県道・熊本県道11号別府一の宮線交点）
- 終点：大分県竹田市久住町大字久住[2]（大分県道669号阿蘇くじゅう公園線交点）
- 総延長：8.8 km[1]
- 供用開始：1994年（平成6年）7月29日[2]
- 通行台数：31,375台（平成25年度）

## 地理

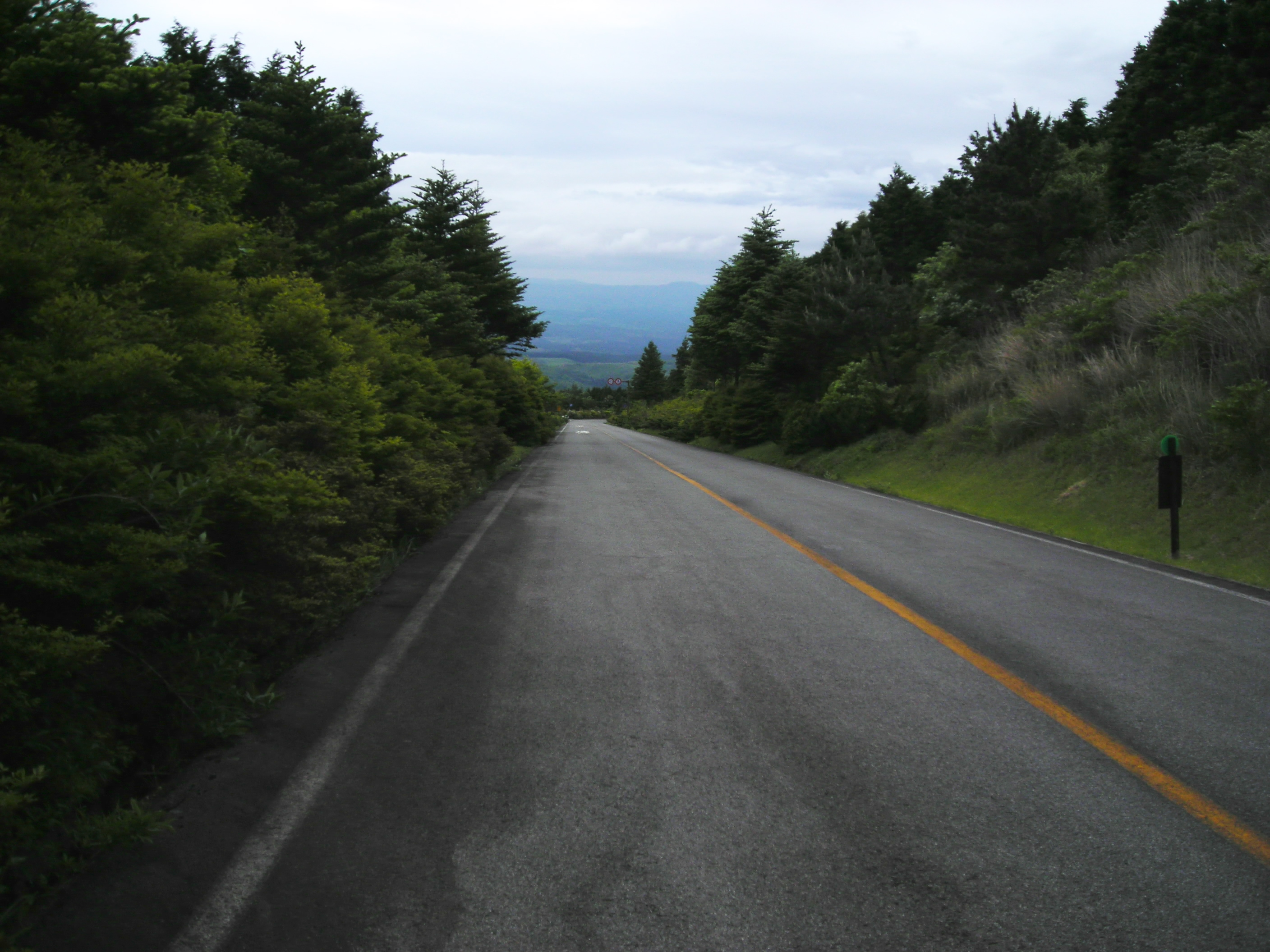
久住高原ロードパーク

### 通過する自治体
- 竹田市

### 交差する道路
| 交差する道路                       | 交差する場所 | 交差する場所 |
| ---------------------------------- | ------------ | ------------ |
| 大分県道・熊本県道11号別府一の宮線 | 大字久住     | 起点         |
| 大分県道669号阿蘇くじゅう公園線    | 大字久住     | 終点         |

### 沿線
- 赤川温泉